# Марков, Андрей Перфильевич
Андрей Перфильевич Марков (22 сентября 1915 г., с. Марково, Иркутская область — 30 сентября 2009 г., Москва) — советский российский японист, историк-востоковед, доктор исторических наук, профессор, научный сотрудник Института Дальнего Востока РАН, исследователь истории отношений Японии с Китаем и другими странами Азиатско-Тихоокеанского региона во второй половине XX в.

## Биография
Родился в с. Марково Усть-Кутского района Иркутской области в 1915 г. В 1936—1941 гг. учился на факультете русского языка и литературы Иркутского педагогического института (ныне входит в состав Иркутского государственного университета). В 1941—1943 гг. участвовал в ВОВ. В 1943 г. учился в Высшей дипломатической школе Министерства иностранных дел СССР. Окончив ВДШ в 1946 г., работал во Втором Дальневосточном отделе МИД. В 1950—1952 гг. работал помощником политического советника при члене Союзного Совета в Японии от СССР, затем в центральном аппарате МИД СССР. В 1956—1958 гг. был первым секретарем в посольстве СССР в Пакистане. Работал журналистом. В 1959—1963 гг. был обозревателем на Всесоюзном радио. В 1963—1968 гг. был ответственным редактором и редактором-консультантом Главной редакции стран Азии Агентства печати «Новости».
В 1968 г. защитил кандидатскую диссертацию «Политика перевооружения Японии после Второй мировой войны (1945—1967 гг.)». В том же году пришел в Институт Дальнего Востока АН СССР. С 1974 г. — старший научный сотрудник. В 1980 г. защитил докторскую диссертацию по монографии «Послевоенная политика Японии в Азии и Китай (1945—1977 гг.)» (1979).
Член союза журналистов (1962).
Член Советского комитета солидарности с народами Азии, Африки и Латинской Америки.
Вице-президент советско-пакистанского общества культурных связей.

## Научная деятельность
Основная сфера научных интересов — история отношений Японии с Китаем и с другими странами Азиатско-Тихоокеанского региона в послевоенный период.
В монографии «Япония: курс на вооружение» (1970) автор характеризует постепенный процесс милитаризации Японии после Второй мировой войны. После подписания капитуляции Япония была полностью демилитаризирована, в японской конституции был зафиксирован отказ государства от права ведения войны. Тем не менее, с 1950 г. существовал так называемый 75-тысячный резервный полицейский корпус, призванный поддерживать правопорядок в стране (от этого момента автор отсчитывает начало вооружения Японии). Впоследствии резервный корпус был переименован в Корпус национальной безопасности, силы охраны на море — в Морские силы безопасности. В 1954 г. были сформированы силы самообороны Японии, которые de jure являются общественной организацией, комплектующейся на добровольной основе, но которые, по мнению исследователя, вскоре развились до уровня современной боеспособной армии, оснащённой по последнему слову техники. Марков останавливается на вопросе влияния на милитаризацию военной пропаганды и позиции США по отходу от полной демилитаризации Японии. В 1951 г. был оформлен военно-политический союз между США и Японией, и Вашингтон перешел к политике постепенного наращивания собственных военных сил Японии. Особое внимание уделяется активизации деятельности тайных организаций, в том числе японских ультра-правых, националистов и неофашистов, и военным заговорам.
В книге «Послевоенная политика Японии в Азии и Китай, 1945—1977» (1979) описывается внешняя политика Японии в АТР после второй мировой войны. Первая глава посвящена отношениям с Китаем накануне и после капитуляции — переговорам американцев и руководства КПК в Яньнани, провалу японо-американских переговоров о компромиссном мире, вступлению СССР и МНР в войну с Японией, событиям в Маньчжурии и освобождению Кореи. Во второй главе автор раскрывает процесс послевоенной экспансии Японии в страны Азии (прежде всего, в Корею), рассматривает отношения Японии с США, СССР, КНР до 1960 г. В третьей и четвертой главах характеризуется экономическая политика послевоенной Японии и нарастание американо-японских противоречий в 1960—1965 гг., «Особый курс» Пекина и экономическая экспансия Японии в страны Азии. Далее рассматривается международная обстановка регионе в 1970—1977 гг.
Работа «Россия — Япония: (в поисках согласия)» (1994) подводит итог ряду статей А. П. Маркова, анализирует историю послевоенных отношений СССР, а затем и России и Японии, ставит вопрос о статусе Курильских островов.

## Основные работы

### Монографии
- Япония: курс на вооружение. М.: Междунар. отношения, 1970. 190 с.
- Внешняя политика и международные отношения КНР: в 2 тт. М., 1974. (семь разделов коллективной монографии)
- Международные отношения на Дальнем Востоке после Второй мировой войны: в 2 тт. М., 1978. (пять разделов коллективной монографии)
- Послевоенная политика Японии в Азии и Китай, 1945—1977. М.: Наука, 1979. 277 с.
- Россия — Япония: (в поисках согласия). М., 1994. 137 с.; депонировано в ИНИОН, опубликовано: М.: Русский мир, 1996. 125, [2] с.

### Статьи
- Система региональных союзов и японо-китайские отношения в ЮВА // КНР и ЮВА. М., 1969. С. 233—255.
- Военные блоки в Азии и американо-китайские отношения // Проблемы Дальнего Востока. 1972. № 1. С. 77-90.
- Отношения КНР и Австралией и Новой Зеландией // НАА. 1974. № 2. С. 127—135.
- Аннексия по видом плебисцита (положение в Микронезии) // НАА. 1976. № 1. С. 134—139.
- Отношения России с Японией (история и современность) // Инф. бюлл. ИДВ РАН. 1992. № 10. С. 52-76.
- Создание Особой экономической зоны на Курилах и перспективы развития российско-японских отношений // Инф. бюлл. ИДВ РАН. 1994. № 9. С. 123—140.
- Нерешенные проблемы российско-японских отношений // Инф. бюлл. ИДВ РАН. 1995. № 13. С. 50-75[2].

### Мемуары
Как это было: (Воспоминания сибиряка). М.: Адамантъ, 1995. 239 с.